# Viking 1
Viking 1 byla americká planetární sonda z programu Viking určená pro průzkum Marsu v roce 1975. Mise byla velmi úspěšná.

## Průběh letu
Vyslána byla 20. srpna 1975 pomocí nosiče Titan IIIE Centaur z kosmodromu Easter Test Range na Floridě. Celková váha sondy při startu byla 3446 kg. V katalogu COSPAR obdržela číslo 1975-075A. Zprvu se dostala na oběžnou dráhu kolem Slunce. Po absolvování poloviny oběhu byla provedena příkazem ze Země 27. srpna 1975 první korekce dráhy. V té době byla od Země vzdálena 3 miliony km. Po 10 měsících cesty se dostala do blízkosti planety, 7. června 1976 byla provedena druhá korekce dráhy. Pět dní před přistáním modulu na povrchu začala sonda pořizovat globální snímky planety, které mohly být později použity pro vytvoření prvních podrobných geologických map planety a pro vyčlenění základní stratigrafie. Dne 14. června byla provedena další, jemnější korekce dráhy zapálením motoru na 38 minut. Rozborem fotografií bylo zjištěno, že původně uvažované místo k přistání je nevhodné a proto došlo k řadě dalších úprav dráhy, až bylo vhodné místo nalezeno.
Družicová část sondy pokračovala ve snímkování planety i po odletu přistávacího modulu (pouzdra)
a na Zem odeslala 51 539 snímků jak Marsu, tak i obou jeho měsíců.

## Přistávací modul

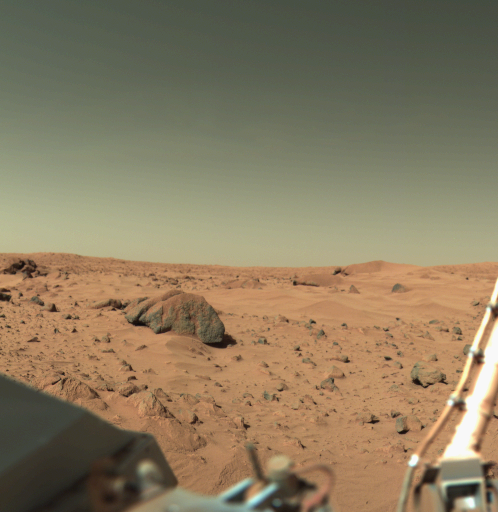
Okolí přistávacího modulu Viking 1

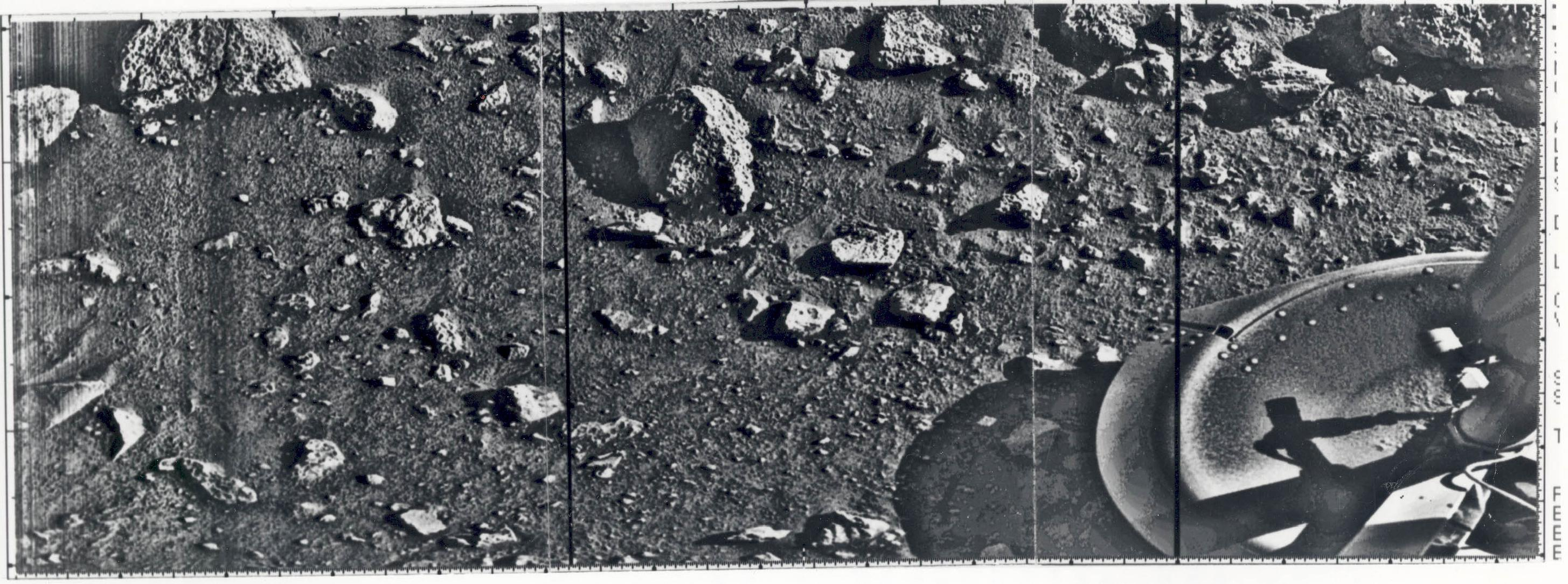
První jasná fotografie z povrchu Marsu pořízená sondou Viking 1

Přistávací modul sondy dosedl řízený palubním počítačem lehce do oblasti Chryse Planitia v 11:53:06 UT 20. července 1976 a už několik minut po svém přistání pořídil a na Zemi vyslal první z fotografií. Pomocí mechanické ruky byly měsíc po přistání odebrány první vzorky horniny a byla provedena i jejich analýza. Modul vysílal svá vědecká pozorování až do 11. listopadu 1982 (uvádí se i 13. listopad), kdy po špatně zadaném příkazu ze Země byl ztracen kontakt.